# Ligue de diamant 2011 - 1 500 m féminin
L'épreuve du 1 500 mètres féminin de la Ligue de diamant 2011 se déroule du 6 mai au 16 septembre 2011. La compétition fait successivement étape à Doha, Rome, New York, Lausanne, Birmingham et Monaco, la finale ayant lieu à Bruxelles peu après les Championnats du monde de Daegu.

## Calendrier
| Date              | Meeting                         | Ville      | Pays        |
| ----------------- | ------------------------------- | ---------- | ----------- |
| 6 mai 2011        | Qatar Athletic Super Grand Prix | Doha       | Qatar       |
| 26 mai 2011       | Golden Gala                     | Rome       | Italie      |
| 11 juin 2011      | Meeting de New York             | New York   | États-Unis  |
| 30 juin 2011      | Athletissima                    | Lausanne   | Suisse      |
| 10 juillet 2011   | Aviva Birmingham Grand Prix     | Birmingham | Royaume-Uni |
| 22 juillet 2011   | Meeting Herculis                | Monaco     | Monaco      |
| 16 septembre 2011 | Mémorial Van Damme              | Bruxelles  | Belgique    |

## Résultats
| Date | Meeting    | 1er                                | 1er   | 2e                                        | 2e    | 3e                               | 3e    |
| --- | ---------- | ---------------------------------- | ----- | ----------------------------------------- | ----- | -------------------------------- | ----- |
| 6 mai 2011 | Doha       | Anna Mishchenko 4 min 03 s 00 (WL) | 4 pts | Irene Jelagat 4 min 04 s 89               | 2 pts | Siham Hilali 4 min 05 s 18       | 1 pt  |
| 26 mai 2011 | Rome       | Maryam Jamal 4 min 01 s 60 (WL)    | 4 pts | Meskerem Assefa 4 min 02 s 12 (PB)        | 2 pts | Gelete Burka 4 min 03 s 28       | 1 pt  |
| 11 juin 2011 | New York   | Kenia Sinclair 4 min 08 s 07       | 4 pts | Morgan Uceny 4 min 08 s 42                | 2 pts | Kalkidan Gezahegne 4 min 08 s 44 | 1 pt  |
| 30 juin 2011 | Lausanne   | Morgan Uceny 4 min 05 s 52         | 4 pts | Anna Mishchenko 4 min 06 s 00             | 2 pts | Hind Dehiba 4 min 06 s 58 (SB)   | 1 pt  |
| 10 juillet 2011 | Birmingham | Morgan Uceny 4 min 05 s 64         | 4 pts | Kalkidan Gezahegne 4 min 05 s 96          | 2 pts | Maryam Jamal 4 min 06 s 39       | 1 pt  |
| 22 juillet 2011 | Monaco     | Maryam Jamal 4 min 00 s 59         | 4 pts | Ibtissam Lakhouad 4 min 01 s 09 (SB)      | 2 pts | Morgan Uceny 4 min 01 s 51 (PB)  | 1 pt  |
| 16 septembre 2011 | Bruxelles  | Morgan Uceny 4 min 00 s 06 (WL)    | 8 pts | Mariem Alaoui Selsouli 4 min 00 s 77 (PB) | 4 pts | Maryam Jamal 4 min 01 s 40       | 2 pts |
| Records et Performances - AR : Record continental (area record) - CR : Record des championnats (championship record) - MR : Record du meeting (meet record) - NR : Record national (national record) - OR : Record olympique (olympic record) - PR : Record paralympique (paralympic record) - PB : Record personnel (personal best) - SB : Meilleure performance personnelle de la saison (season's best) - WL : Meilleure performance mondiale de l'année (world leader) - WJR : Record du monde junior (world junior record) - WR : Record du monde (world record) Circonstances et Conditions - DNF : N'a pas terminé (did not finish) - DNS : N'a pas pris le départ (did not start) - DQ : Disqualification (disqualification) - NM : Aucun essai valable enregistré (No Mark) - Q : Qualifié « directement » au prochain tour (ou à la prochaine compétition), lors d'une compétition majeure, grâce au classement ou à la réalisation des minima (automatic qualifier) - q : Qualifié au prochain tour (ou à la prochaine compétition), lors d'une compétition majeure, grâce au repêchage ou à la réalisation de l'une des meilleures performances parmi celles des « non qualifiés directement » (grâce au meilleur temps ou à la meilleure distance par exemple) (secondary qualifier) |            |                                    |       |                                           |       |                                  |       |

## Classement général
- Classement final[1] :

| Rang | Athlète                | Points |
| ---- | ---------------------- | ------ |
| 1    | Morgan Uceny           | 19     |
| 2    | Maryam Jamal           | 11     |
| 3    | Anna Mishchenko        | 6      |
| 4    | Mariem Alaoui Selsouli | 4      |
| 5    | Kalkidan Gezahegne     | 3      |